# Martinus Dogma Situmorang

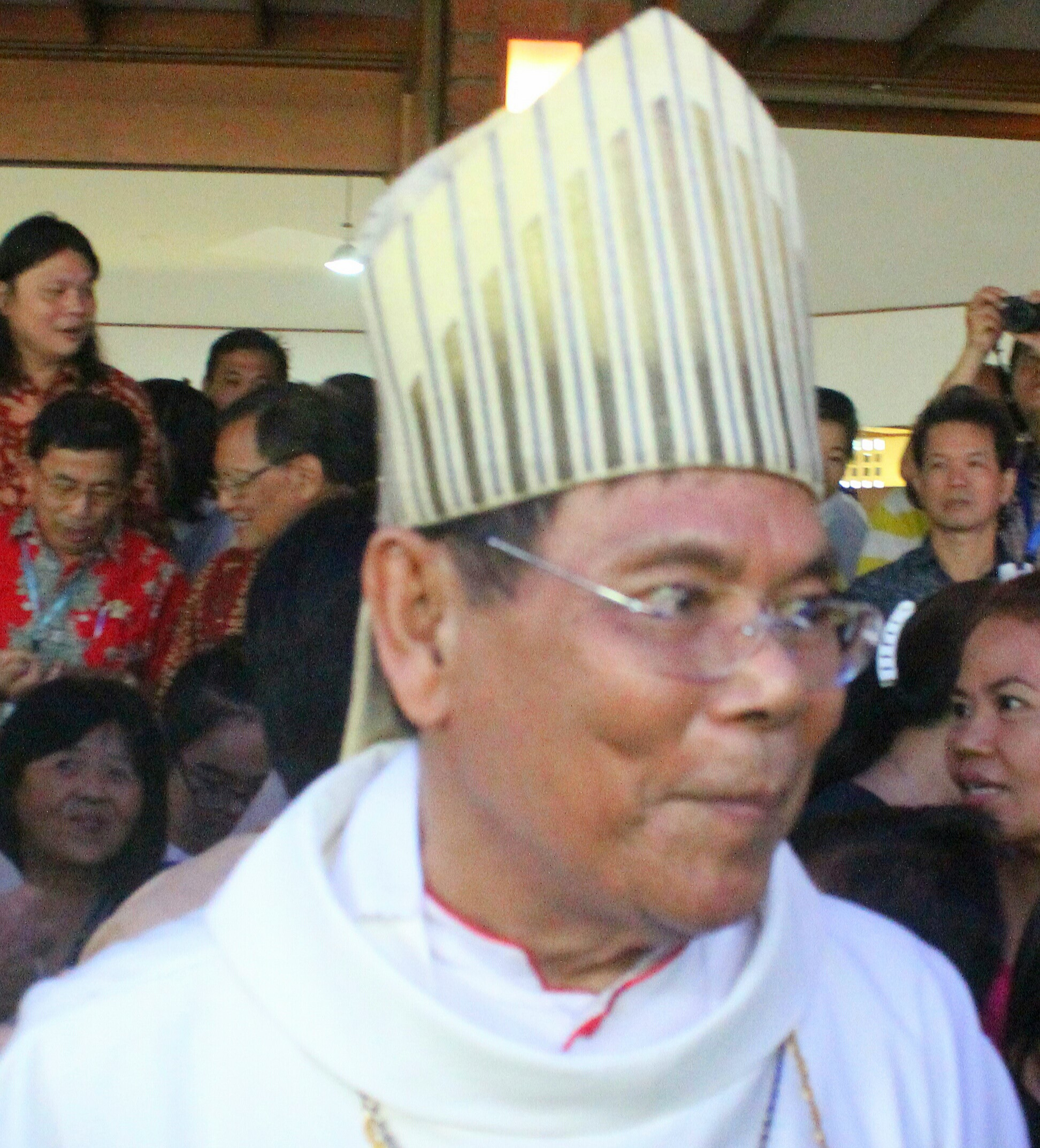
Martinus Dogma Situmorang, 2017

Martinus Dogma Situmorang OFMCap (* 28. März 1946 in Palipi, Indonesien; † 19. November 2019 in Bandung) war ein indonesischer Ordensgeistlicher und römisch-katholischer Bischof von Padang.

## Leben
Martinus Dogma Situmorang trat in die Ordensgemeinschaft der Kapuziner ein und empfing am 5. Januar 1974 das Sakrament der Priesterweihe. Er studierte Philosophie und Theologie am Seminar in Pematang Siantar sowie an der Päpstlichen Gregoriana-Universität in Rom (1974–1976). Nach seinem Studium im November 1979 wurde Pater Martinus Rektor des Pematang Siantar High Seminary (1979–1983).
Am 17. März 1983 ernannte ihn Papst Johannes Paul II. zum Bischof von Padang. Der Erzbischof von Medan, Alfred Gonti Pius Datubara OFMCap, spendete ihm am 11. Juni desselben Jahres die Bischofsweihe; Mitkonsekratoren waren der emeritierte Bischof von Padang, Raimundo Cesare Bergamin SX, und der Bischof von Sibolga, Anicetus Bongsu Antonius Sinaga OFMCap. Sein bischöflicher Wahlspruch war „Fides per Caritatem Operatur“ (Glaubenswerke durch Liebe).
Martinus Dogma Situmorang war Vorsitzender der Indonesische Bischofskonferenz für den Zeitraum 2006–2009 und 2009–2012.